# Nagia accolytis
Nagia accolytis är en fjärilsart som beskrevs av George Francis Hampson 1926. Nagia accolytis ingår i släktet Nagia och familjen nattflyn. Inga underarter finns listade i Catalogue of Life.